# Cantó de Saint-Maixent-l'École-1
El cantó de Saint-Maixent-l'École-1 és un cantó francès del departament de Deux-Sèvres, situat al districte de Niort. Té sis municipis i part del de Saint-Maixent-l'École.

## Municipis
- Augé
- Azay-le-Brûlé
- Cherveux
- François
- La Crèche
- Saint-Maixent-l'École (part)
- Saivres

## Història
| Data d'elecció                           | Identitat         | Partit                    | Qualitat |
| ---------------------------------------- | ----------------- | ------------------------- | -------- |
| 1945-1951                                | M. Vandier        | Divers gauche             |          |
| 1951-1970                                | Jacques Fouchier  | CNIP                      |          |
| 1970-1994                                | Camille Lemberton | PS, després divers gauche |          |
| 1994-                                    | Jean-Luc Drapeau  | PS                        |          |
| les dades anteriors no són pas conegudes |                   |                           |          |
|                                          |                   |                           |          |

## Demografia
| A partir de 1990: Població sense dobles comptes |